# Ladislau Dowbor
Ladislas Dowbor, conhecido como Ladislau Dowbor (Banyuls-sur-Mer, França, 1941), é um economista brasileiro, de origem polonesa. É professor titular da Pontifícia Universidade Católica de São Paulo (PUCSP).

## Biografia
Filho de Ladislas Dowbor e de Zofia Lenartowicz, nasceu na França, durante a Segunda Guerra Mundial, quando seus pais estavam a caminho da América, fugindo da guerra. A partir de 1951, a família se estabelece no Brasil.
Depois de formar-se em Economia Política na Universidade de Lausanne, na Suíça, obteve seu mestrado e doutorado em Ciências Econômicas (1976) na Escola Central de Planejamento e Estatística de Varsóvia (atual Escola de Economia de Varsóvia; em polonês, Szkoła Główna Handlowa w Warszawie).
Durante o regime militar de 1964, foi militante de esquerda e membro da direção da Vanguarda Popular Revolucionária (VPR). 
Participou do assassinato em  12 de outubro de 1968 do capitão do Exército dos Estados Unidos da América Charles Chandler , que era estudante de um curso de pós-graduação na Escola de Sociologia e Política da Fundação Álvares Penteado e falsamente confundido como um agente americano. O oficial americano foi emboscado e morto na frente da sua casa diante de sua esposa Joan Chandler e seus 3 filhos.
Como líder da organização, participou, em março de 1970, do sequestro de Nobuo Okuchi, cônsul do Japão em São Paulo. Menos de um mês depois da libertação do diplomata (em troca da liberação de cinco presos políticos: Damaris de Oliveira Lucena, esposa do falecido Antonio Raimundo de Lucena, e seus três filhos; Shizuo Ozawa, Diógenes José de Carvalho Oliveira; Otávio Ângelo; Madre Maurina , do Lar Santana de Ribeirão Preto), Ladislau e os demais militantes envolvidos no sequestro foram presos pelos órgãos de segurança. 
Na prisão, Ladislau foi torturado por diversos órgãos de repressão da ditadura por cerca de seis semanas até que, em meados de 1970, durante a Copa do Mundo, foi incluído no grupo de 40 presos políticos libertados em troca do embaixador alemão Ehrenfried von Holleben, sequestrado numa ação da VPR. A companheira de Ladislau, a psicóloga Pauline Philipe Reichstul (1947-1973) também acabou sendo presa e foi torturada até a morte, juntamente com outros cinco membros da VPR, no episódio conhecido como "Chacina da Granja de São Bento", operação montada em 8 de janeiro de 1973, pelo delegado Sérgio Fleury, o infiltrado cabo Anselmo e o agente do DOPS Carlos Alberto Augusto, na cidade de Paulista, Região Metropolitana do Recife.
No exílio, Ladislau Dowbor viveu inicialmente na Argélia. Ainda nos anos 1970, foi professor de finanças públicas na Universidade de Coimbra. A convite do ministro Vasco Cabral, tornou-se coordenador técnico do Ministério de Planejamento da Guiné-Bissau (1977-1981). Também trabalhou como consultor na Nicarágua, Costa Rica, África do Sul e no Equador.
Anistiado, regressou ao Brasil.
Entre 1989 e 1992 foi Secretário de Negócios Extraordinários da Prefeitura de São Paulo (administração de Luiza Erundina), respondendo especialmente pelas áreas de meio ambiente e relações internacionais.
Atualmente é professor titular no departamento de pós-graduação da Pontifícia Universidade Católica de São Paulo, nas áreas de economia e administração. Continua a atuar como consultor de diversas agências das Nações Unidas, bem como de governos e municípios, além de várias organizações do Sistema S. Atua como conselheiro no Instituto Polis, CENPEC, IDEC, Instituto Paulo Freire, Conselho da Cidade de São Paulo e outras instituições. Nos anos mais recentes, tem trabalhado no desenvolvimento de sistemas descentralizados de gestão, particularmente em administrações municipais. 
Ladislau Dowbor é autor ou coautor de mais de 40 livros, a exemplo de Formação do Terceiro Mundo e O que é capital (ambos da Editora Brasiliense), Aspectos econômicos da Educação (Editora Ática) e Formação do capitalismo no Brasil, publicado em diversos países e atualizado em 2010. Seu livro Democracia econômica apresenta 20 eixos de mudanças para o país e pode ser baixado na íntegra a partir do site do autor. A era do capital improdutivo, de 2017, esclarece como a crise econômica de 2014 está menos relacionada com o déficit fiscal dos países e sim com a drenagem que o sistema financeiro provoca no sistema produtivo, ao invés de irrigá-lo.

## Obras publicadas
- Divisão international do trabalho e relações de produção na economia brasileira (Livraria Bertrand, 1980)
- Introdução teórica à crise salários e lucros na divisão internacional do trabalho (Brasiliense, 1981)
- A formação do capitalismo dependente no Brasil (Brasiliense, 1982)
- Guiné-Bissau, a busca da independência econômica (Brasiliense, 1983)
- Aspectos econômicos da educação (Ática, 1986)
- Introdução ao planejamento municipal (Brasiliense, 1987)
- A formação do Terceiro Mundo (Brasiliense, 1987) ISBN 9788511020359
- O que é capital (Brasiliense, 1991) ISBN 9788511010640
- O que é poder local? (Brasiliense, 1994) ISBN 9788511350708
- A reprodução social: propostas para uma gestão descentralizada (Vozes, 1998) ISBN 9788532619891
- O mosaico partido – a economia além das equações (Vozes, 2000) ISBN 9788532624208
- A comunidade inteligente: visitando as experiências de gestão local (Instituto Pólis, 2000)
- Desafios da comunicação (Vozes, 2001) ISBN 9788532624819
- Tecnologias do conhecimento: os desafios da educação (Vozes, 2001) ISBN 9788532626356
- O que acontece com o trabalho? (Editora Senac, 2002) ISBN 9788573592511
- Desafios do trabalho (Vozes, 2004) ISBN 9788532629258
- Democracia econômica – um passeio pelas teorias (Banco do Nordeste, 2007) ISBN 9788587062864
- Democracia econômica – alternativas de gestão social (Editora Vozes, 2008) ISBN 9788532636119
- Políticas para o desenvolvimento local (Fundação Perseu Abramo, 2010) ISBN 9788576430605
- Biomas do Brasil – desafios e alternativas (Editora Brasileira, 2013) ISBN 9788563186157
- Os estranhos caminhos do nosso dinheiro (Fundação Perseu Abramo, 2013) ISBN 9788576432098
- Juros extorsivos no Brasil: como o brasileiro perdeu o poder de compra (Ética, 2016) ISBN 9788588172821
- A era do capital improdutivo – a nova arquitetura do poder, sob dominação financeira, sequestro da democracia e destruição do planeta (Outras Palavras/Autonomia Literária, 2018) ISBN 9788569536116
- O capitalismo se desloca – novas arquiteturas sociais (Edições Sesc, 2020) ISBN 9786586111071
- O pão nosso de cada dia – opções econômicas para sair da crise (Autonomia Literária, 2021) ISBN 9786587233482

## Participações em outras obras
- Dilemas da atualidade – globalização, neoliberalismo, crise do Estado, reestruturação produtiva, questão agrária e desafios do sindicalismo – vários autores (CES 1997)
- Poder Local e Socialismo (Coleção Socialismo em Discussão) – com Celso Daniel, Marina Silva e Miguel Rossetto (Fundação Perseu Abramo, 2002) ISBN 8586469696
- Estados Unidos, a supremacia contestada – com Octávio Ianni, Antônio Corrêa de Lacerda, Ricardo Mendes Antas Jr. (Cortez Editora, 2003) ISBN 9788524909597
- Crises e oportunidades em tempos de mudança – com Ignacy Sachs e Carlos Lopes (Ética, 2010)
- Propriedade intelectual e direito à informação – com Hélio Silva, Carlos Seabra, Laymert Garcia dos Santos, Francisco Antunes Caminati, André de Mello Souza, Leonardo Trevisane, Alan César Belo Angeluci, Daniel Gatti e Diogo Cortiz (EDUC, 2014) ISBN 9788528304619
- Economia promotora dos direitos humanos e ambientais – com Adriana Ramos, Sebastião Armando Gameleira, Romi Márcia Bencke (CESEEP, 2015)
- Resgatar o Brasil – com Jessé Souza, Rafael Valim, André Horta, Gilberto Maringoni, Luisa Nassif, Maria Lúcia Fattorelli (Editora Contracorrente, 2015) ISBN 9788569220473
- A crise brasileira – coletânea de contribuições de professores da PUC/SP – vários autores (Contracorrente, 2016) ISBN 9788569220152
- Economia compartilhada: o fim do emprego e a ascensão do capitalismo de multidão – de Arun Sundararajan (Editora Senac, 2019) ISBN 9788539623785
- O mito da austeridade – com Antonio Corrêa de Lacerda, André Paiva Ramos, Mariana Ribeiro Jansen Ferreira e André Luis Campedelli (Editora Contracorrente, 2019) ISBN 9786599034404
- Sociedade vigiada – Arlindo M. Esteves Rodrigues et. al. (Autonomia Literária, 2020) ISBN 9786587233185